# Johan Libéreau
Johan Libéreau (Parigi, 27 settembre 1984) è un attore francese.

## Biografia
Cresciuto nel XX arrondissement di Parigi, Johan Libéreau ha lavorato come pasticcere prima di esordire come attore nel 2003 nel film Sta' zitto... non rompere.
Nel 2005 ottiene il suo primo ruolo da protagonista nel film Douches froides, nel quale recitano anche Salomé Stévenin e Pierre Perrier. Per la sua interpretazione in questo film Libéreau vincerà nel 2006 il Premio Lumière per la migliore promessa maschile.
Altri film da lui recitato sono I testimoni (2007), Un coeur simple (2008), Stella (2008), L'étranger (2010), J'aime regarder les filles (2011), Grand Central (2013) e Une braise sur la neige (2013).
Nel corso della sua carriera ha recitato anche in molti cortometraggi e in alcune serie televisive.

## Filmografia
- Sta' zitto... non rompere (Tais-toi!) (2003)
- Julie Lescaut (Julie Lescaut), nell'episodio "Senza perdono" (2004)
- Malone, nell'episodio "Ascenseur pour deux (2005)
- Douches froides (2005)
- Dans le rang (2006) Cortometraggio
- Le grand Meaulnes (2006)
- Le plongeon (2006) Cortometraggio
- I testimoni (Les témoins) (2007)
- New Love (2007) Cortometraggio
- Madame (2008) Cortometraggio
- Chemin de croix (2008)
- Jérôme (2008) Cortometraggio
- Un coeur simple (2008)
- Stella (Stella) (2008)
- Je te mangerais (2009)
- Vertige (2009)
- Belle Épine (2010)
- Blind Test (2010)
- L'étranger (2010)
- J'aime regarder les filles (2011)
- Le marin masqué (2011) Cortometraggio
- Haram (2011) Cortometraggio
- La brindille (2011)
- Q (2011)
- Voie rapide (2011)
- Je te tiens, tu me tiens (2012) Cortometraggio
- La collection donne de la voi(e)x, nell'episodio "Ernest (45)" (2012)
- Fat Bottomed Girls Rule the World (2012) Cortometraggio
- Engrenages, negli episodi 4x8 (2012), 4x9 (2012), 4x10 (2012), 4x11 (2012) e 4x12 (2012)
- Au ras du sol (2012) Cortometraggio
- Fatum (2012) Cortometraggio
- Faux frères (2012) Cortometraggio
- Ce qui nous échappe (2013) Cortometraggio
- 11.6 (2013)
- Grand Central (2013)
- Entre lui et moi (2013) Cortometraggio
- Une braise sur la neige (2013)
- T'étais où quand Michael Jackson est mort? (2014) Cortometraggio
- Vos violences (2014) Cortometraggio
- Il venait de Roumanie (2014) Cortometraggio
- Cosmos (2015)
- Scomparsa (2015)

## Doppiatori italiani
- George Castiglia in I testimoni

## Riconoscimenti
| Anno | Premio         | Categoria                 | Lavoro          | Risultato       |
| ---- | -------------- | ------------------------- | --------------- | --------------- |
| 2006 | Premio Lumière | Miglior promessa maschile | Douches froides | Vincitore/trice |
| 2008 | Premio César   | Miglior promessa maschile | I testimoni     | Candidato/a     |